# Selknam

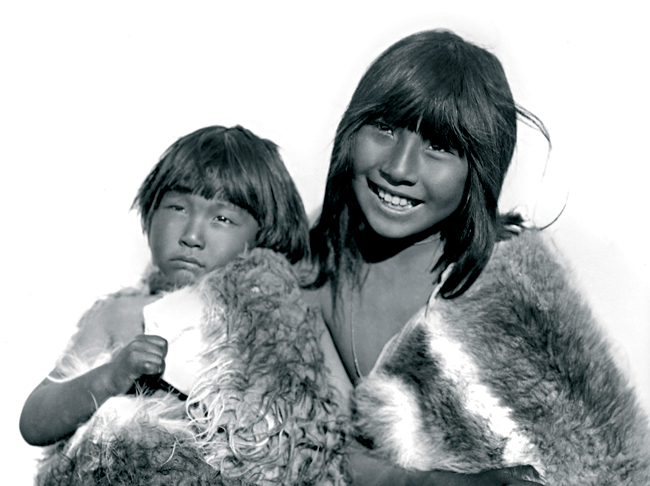

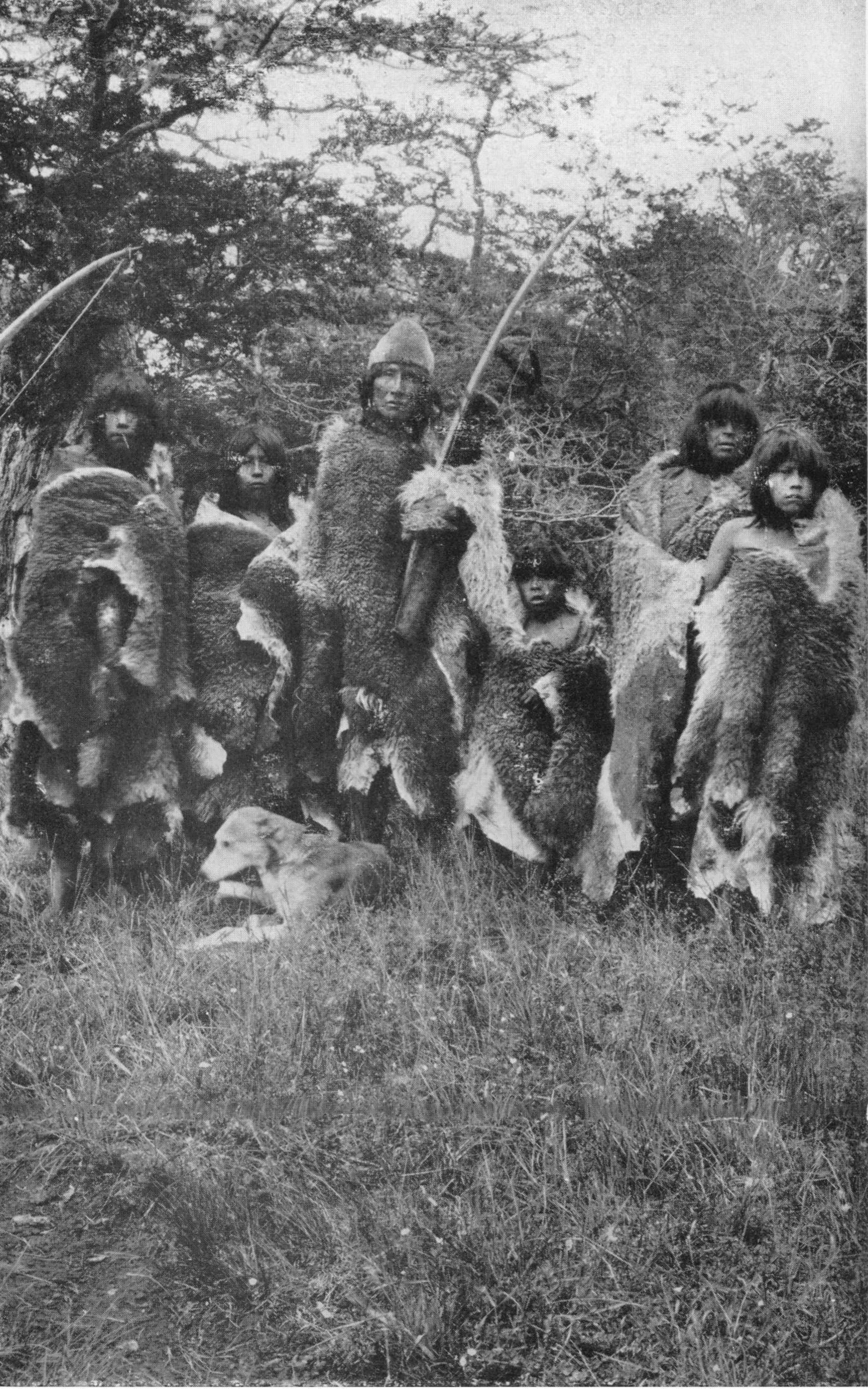

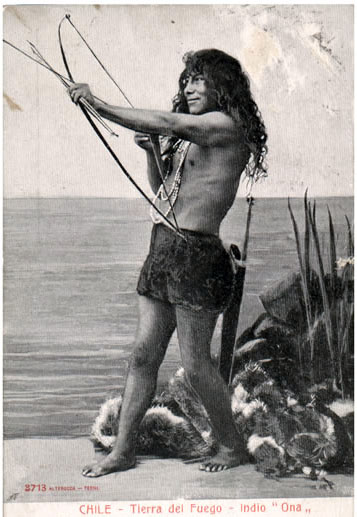
Ona amb arc i fletxa.

Els selknam (també escrit com selk'nam o shelknam), més coneguts com a onas, són un poble indígena americà, avui mestitzat, de l'Illa Gran de la Terra del Foc que ells anomenaven Karukinká. El nom "ona" prové de l'idioma yagàn i ha prevalgut sobre selknam. Abans de la seva quasi extinció, eren nómades terrestres, caçadors i recol·lectors.
Se sap que coneixien la tecnologia del foc i l'utilitzaven, entre d'altres, per a comunicar amb el seu fum.
Els selk'nam de Terra del Foc vivien en cabanyes, de les quals destaca la cabana del Hain, on es realitzava el ritual d'iniciació masculina.
Creien en uns esperits. Alguns des quals eren: Ksohort, Halpen o Xalpen, Koshménk o Koxmenki, Kollan o Kullan, Matan, Tanu, Hashi i Yosi.